# Никкол, Эндрю
Эндрю Никкол (англ. Andrew Niccol, род. 10 июня 1964, Парапарауму, Новая Зеландия) — новозеландский  кинорежиссёр, сценарист и продюсер, основные жанры которого — фантастика и антиутопия.

## Биография
Эндрю Никкол родился в городе Парапарауму (Новая Зеландия), учился в Оклендской гимназии. В возрасте 21 года уехал в Лондон, где более десяти лет снимал телевизионные рекламные ролики, затем переехал в Лос-Анджелес, где дебютировал в кино с фильмом «Гаттака». Фильм получил высокие оценки кинокритиков и множество наград на кинофестивалях. Но ещё до того известный продюсер Скотт Рудин заинтересовался киносценарием, который написал Никкол. Фильм по этому сценарию под названием «Шоу Трумана» был снят австралийским режиссёром Питером Уиром в 1998 году и  тоже получил множество наград и номинаций, в том числе номинации на «Оскар» и «Золотой глобус».
На съёмках фильма «Симона» Эндрю Никкол познакомился с канадской моделью Рэйчел Робертс, впоследствии ставшей его женой и родившей ему двоих детей: сына Джека (2003) и дочь Эйву Лилу Рей (2008). Также у Никкола есть дочь Мия (род. 2000) от предыдущего брака.

## Фильмография
| Год  | Фильм                             | Оригинальное название | Работа                        |
| ---- | --------------------------------- | --------------------- | ----------------------------- |
| 1997 | Гаттака                           | Gattaca               | режиссёр, сценарист           |
| 1998 | Шоу Трумана                       | The Truman Show       | сценарист, продюсер           |
| 2002 | Симона                            | S1m0ne                | режиссёр, сценарист, продюсер |
| 2004 | Терминал                          | The Terminal          | сценарист, продюсер           |
| 2005 | Оружейный барон                   | Lord of War           | режиссёр, сценарист, продюсер |
| 2011 | Время                             | In Time               | режиссёр, сценарист, продюсер |
| 2013 | Гостья                            | The Host              | режиссёр, сценарист           |
| 2014 | Хорошее убийство                  | Good Kill             | режиссёр, сценарист           |
| 2017 | Анон                              | Anon                  | режиссёр, сценарист           |
| TBA  | Невероятный мир волшебных игрушек | I, Object             | режиссёр, сценарист, продюсер |

## Награды и номинации
| Премия                         | Год  | Категория                    | Итог      | Фильм         |
| ------------------------------ | ---- | ---------------------------- | --------- | ------------- |
| «Оскар»                        | 1999 | Лучший оригинальный сценарий | Номинация | «Шоу Трумана» |
|                                |      |                              |           | «Шоу Трумана» |
| «Золотой глобус»               | 1999 | Лучший сценарий              | Номинация | «Шоу Трумана» |
|                                |      |                              |           | «Шоу Трумана» |
| BAFTA                          | 1999 | Лучший оригинальный сценарий | Награда   | «Шоу Трумана» |
| BAFTA                          | 1999 | Лучший фильм                 | Номинация | «Шоу Трумана» |
|                                |      |                              |           | «Шоу Трумана» |
| «Сатурн»                       | 1999 | Лучший сценарий              | Награда   | «Шоу Трумана» |
|                                |      |                              |           | «Шоу Трумана» |
| Премия Гильдии сценаристов США | 1999 | Лучший оригинальный сценарий | Номинация | «Шоу Трумана» |
|                                |      |                              |           |               |
| Кинофестиваль в Жерармере      | 1998 | Специальный приз жюри        | Награда   | «Гаттака»     |
| Кинофестиваль в Жерармере      | 1998 | Fun Trophy                   | Награда   | «Гаттака»     |